# Chrysotaenia turpis
Chrysotaenia turpis är en fjärilsart som beskrevs av W. Warren 1904. Chrysotaenia turpis ingår i släktet Chrysotaenia och familjen mätare. Inga underarter finns listade i Catalogue of Life.